# Hidrogen metalic
Hidrogenul metalic reprezintă o fază a hidrogenului în care acesta se comportă ca un conductor electric. Această fază a fost prezisă în 1935 pe baze teoretice de către Eugene Wigner și Hillard Bell Huntington. La presiuni și temperaturi ridicate, hidrogenul metalic poate exista sub formă de lichid parțial, mai mult decât sub formă solidă, iar cercetătorii cred că ar putea fi prezent în cantități mari în interiorul fierbinte și comprimat gravitațional al planetelor Jupiter și Saturn, precum și în unele exoplanete.